# Emilia Piekarska-Freudenreich
Emilia Piekarska-Freudenreich (ur. w 1941 w Warszawie) – polska malarka, rysowniczka i ilustratorka.
Studia Artystyczne na Akademii Sztuk Pięknych w Warszawie na Wydziale Malarstwa zakończyła dyplomem w 1965 roku w pracowni Artura Nachta-Samborskiego.
Prywatnie żona Wojciecha Freudenreicha.
Za swoje osiągnięcia artystyczne otrzymała m.in.:
- I nagrodę w Ogólnopolskim Konkursie Sztuki Książki Dziecięcej (1969)[1]
- Wyróżnienie na Biennale Sztuki dla Dziecka w Poznaniu (1973)[1]
- III nagrodę w konkursie Krajowej Agencji Wydawniczej na komiks (1973)[1]
- III nagrodę na Biennale Sztuki dla Dziecka w Poznaniu (1977)[1]
- Nagrodę Prezesa Rady Ministrów za twórczość artystyczną dla dzieci i młodzieży (1981)[1]

Jej ilustracje znalazły się w szeregu wydawnictw dla dzieci, w tym:
- Maciej Zembaty i Emilia Piekarska-Freudenreich, Historia, która przydarzyła się pewnej pszczołopodobnej Prudencji. Krajowa Agencja Wydawnicza, 1976.[1]
- Joanna Papuzińska, Uśmiechnięta planeta. Młodzieżowa Agencja Wydawnicza, 1980.[1]
- Ellen Niit, Pille Riin. Czytelnik, 1982.[1]